# People's Choice Awards 1994
La 20ª edizione dei People's Choice Awards, presentata da Paul Reiser, si è svolta agli Universal Studios Hollywood l'8 marzo 1994 ed è stata trasmessa dalla CBS.
In seguito sono elencate le categorie. Il relativo vincitore è stato indicato in grassetto.

## Cinema

### Film preferito
- Jurassic Park, regia di Steven Spielberg
- Mrs. Doubtfire - Mammo per sempre (Mrs. Doubtfire), regia di Chris Columbus
- Il socio (The Firm), regia di Sydney Pollack

### Film drammatico preferito
- Il socio (The Firm), regia di Sydney Pollack

### Film commedia preferito
- Mrs. Doubtfire - Mammo per sempre (Mrs. Doubtfire), regia di Chris Columbus
- Cool Runnings - Quattro sottozero (Cool Runnings ), regia di Jon Turteltaub
- Fusi di testa 2 - Waynestock (Wayne's World 2), regia di Stephen Surijk

### Attore preferito in un film drammatico
- Tom Cruise – Il socio (The Firm)
- Kevin Costner – Un mondo perfetto (A Perfect World)
- Clint Eastwood – Nel centro del mirino (In the Line of Fire)

### Attrice preferita in un film drammatico
- Julia Roberts – Il rapporto Pelican (The Pelican Brief)
- Demi Moore – Proposta indecente (Indecent Proposal)
- Sharon Stone – Sliver

### Attore preferito in un film commedia
- Robin Williams – Mrs. Doubtfire - Mammo per sempre (Mrs. Doubtfire)
- Tom Hanks – Forrest Gump
- Eddie Murphy

### Attrice preferita in un film commedia
- Whoopi Goldberg – Made in America (Made in America)
- Sally Field – Mrs. Doubtfire - Mammo per sempre (Mrs. Doubtfire)
- Meg Ryan – Insonnia d'amore (Sleepless in Seattle)

## Televisione

### Serie televisiva drammatica preferita
- NYPD - New York Police Department (NYPD Blue)

### Serie televisiva commedia preferita
- Quell'uragano di papà (Home Improvement)
- Pappa e ciccia (Roseanne)
- Seinfeld

### Nuova serie televisiva drammatica preferita
- NYPD - New York Police Department (NYPD Blue)

### Nuova serie televisiva commedia preferita
- Frasier (ex aequo)
- Grace Under Fire (ex aequo)
- Dave's World

### Attore televisivo preferito
- Tim Allen – Quell'uragano di papà (Home Improvement)
- John Goodman – Pappa e ciccia (Roseanne)
- Jerry Seinfeld – Seinfeld

### Attrice o intrattenitrice televisiva preferita
- Roseanne Barr – Pappa e ciccia (Roseanne)
- Candice Bergen – Murphy Brown
- Oprah Winfrey – The Oprah Winfrey Show

### Attore preferito in una nuova serie televisiva
- Kelsey Grammer – Frasier
- Harry Anderson – Dave's World
- David Caruso – NYPD - New York Police Department (NYPD Blue)

### Attrice preferita in una nuova serie televisiva
- Brett Butler – Grace Under Fire

## Musica

### Artista maschile preferito
- Garth Brooks
- Michael Bolton
- Billy Joel

### Artista femminile preferita
- Reba McEntire

### Gruppo musicale preferito
- Aerosmith
- Guns N' Roses
- Pearl Jam

### Artista country preferito/a
- Reba McEntire

## Altri premi

### People's Choice Awards Honoree
- Steven Spielberg